# Jacques Descours Desacres
Pour les articles homonymes, voir Descours.
Jacques Descours Desacres, né le 21 janvier 1914 à Paris et mort le 31 octobre 1993 à Ouilly-le-Vicomte (Calvados), est un homme politique français.

## Biographie
Quelques mois après la naissance de Jacques Descours Desacres, son père, lieutenant d'active, part au front où il est tué le 3 juin 1915.
Il est alors élevé par sa mère, sœur de Joseph Laniel.
Après des études secondaires au lycée Jeanson-de-Sailly, Jacques Descours Desacres est admis à l'École polytechnique, dont il sort diplômé en 1932 ; il est alors le plus jeune de sa promotion. Puis il obtient une licence ès-sciences, et suit les cours de l'École des sciences politiques.
À partir de 1937, il se consacre à l'exploitation du domaine familial d'Ouilly-le-Vicomte, mais doit, lui aussi, rejoindre le front dès le mois d'août 1939. Au terme des combats, il est fait prisonnier jusqu'au mois de mai 1945.
Avant même son retour de captivité, il est nommé membre du conseil municipal d'Ouilly-le-Vicomte par les autorités provisoires, puis élu en avril 1945. Il accède à la mairie en octobre 1947, et y sera constamment réélu, jusqu'à sa mort. Sa vie prend alors un cours nouveau : il siège, dès 1947, au comité de l'Association des maires de France, dont il devient secrétaire général adjoint en novembre 1948, et assure le secrétariat général de l'Union amicale des maires du Calvados.
Il préside, par ailleurs, la société de secours mutuel des Anciens combattants d'Ouilly-le-Vicomte, et préside la Société d'horticulture et de botanique du centre de la Normandie.
Cette forte implantation dans la vie locale le conduit à se porter candidat à l'élection partielle du 20 février 1955, consécutive au décès de Jean Boivin-Champeaux.
Sous l'étiquette d'Indépendant d'union républicaine, il est élu au second tour, par 681 voix sur 1 333 exprimés. Au mois d'avril suivant, il succède également à Jean Boivin-Champeaux comme conseiller général du premier canton de Lisieux.
Lors du renouvellement triennal du 19 juin 1955, il est réélu dès le premier tour, par 786 voix sur 1 338 exprimés.
Au Conseil de la République, il rejoint le groupe des Républicains indépendants, et siège à la Commission de la famille, et à celle de la production industrielle. Il est également membre de la Commission de coordination chargée de suivre l'élaboration et la mise en œuvre du deuxième plan de modernisation et d'équipement, et de la Commission de coordination permanente de la recherche scientifique et du progrès technique.
Les 2 et 3 juin 1958, il vote en faveur des pleins pouvoirs, et de la révision constitutionnelle. Il conserve son siège au Sénat le 26 avril 1959.
Réélu au Sénat le 26 avril 1959, Jacques Descours Desacres intègre la commission des finances, dont il devient secrétaire en 1970, et vice-président en 1974, responsabilité qu'il conserve jusqu'en 1989. Homme de dossiers, dont la compétence est reconnue par ses adversaires politiques (Libération parlera de lui comme d'un homme « incollable, compétent, assidu »), il s'impose rapidement comme l'un des premiers spécialistes des problèmes financiers et de la fiscalité des collectivités, et l'un des défenseurs de l'autonomie financière communale et du mandat des maires. À ce titre, il intervient régulièrement en séance dans les discussions sur le projet de loi finances et sur les questions de fiscalité locale. Il rédige plusieurs rapports au nom de la commission. S'il se manifeste peu lors des questions au gouvernement, il s'illustre néanmoins dans la défense d'un maire mis personnellement en cause après la catastrophe de Sallen, dans le Calvados, en posant une question orale au ministre de l'Intérieur en 1971. Il ne cache pas son hostilité aux regroupements des régions et des communes, qu'il dénonce comme une « mode », et s'abstient lors du vote de la loi du 5 juillet 1972 portant création des régions (il votera en revanche pour la loi Defferre de décentralisation du 2 mars 1982).
Favorable à la loi du 13 juillet 1965 portant réforme des régimes matrimoniaux, il s'oppose en revanche à l'abolition de la peine de mort, ainsi qu'à l'ensemble des projets visant à accroître l'autonomie civile et sexuelle des femmes (loi Neuwirth relative à la régulation des naissances, loi Veil relative à l'interruption volontaire de grossesse, loi portant réforme du divorce).
Sa confiance au général de Gaulle n'est pas aveugle. Si ce « modéré » du Centre national des indépendants et paysans (CNIP) accorde les pleins pouvoirs au Président du conseil et vote la révision constitutionnelle le 2 juin 1958, il s'oppose en revanche à la loi du 4 février 1960 autorisant le Gouvernement à utiliser l'article 38 de la Constitution dans le contexte de la guerre d'Algérie. Vice-président du groupe de l'Union des Républicains et des indépendants (URI) entre 1977 et 1989, il est l'une des principales figures des Républicains indépendants et de l'opposition lors du premier septennat de François Mitterrand.
Conseiller municipal (1945) puis maire (1947) d'Ouilly-le-Vicomte, Jacques Descours Desacres conserve ce mandat jusqu'à sa mort en 1993. Il est aussi conseiller général du 1er canton de Lisieux de 1955 à 1961. Cette année-là, il perd les élections au second tour. Réélu en 1967, il devient vice-président de la commission des finances du conseil général en 1976, et conserve son mandat local jusqu'en 1991. Son hostilité à l'échelon régional ne l'empêche pas d'entrer de droit, en 1973, au conseil régional de Basse-Normandie.
Son intérêt pour le mandat de maire le conduit au poste de secrétaire général adjoint (1948-59) puis de vice-président (1959-80) de l'Association des maires de France. Il est également secrétaire général (1953) puis président (1959) de l'Union amicale des maires du Calvados, avant de laisser sa place à Ambroise Dupont en 1985. Il préside pendant trente ans le groupe des sénateurs maires, de 1959 à la fin de son mandat sénatorial. Il est aussi secrétaire du groupe des sénateurs anciens combattants, et président, puis président d'honneur, de plusieurs sociétés mutualistes d'anciens combattants.
Âgé 75 ans en 1989, il décide de ne pas se représenter aux élections sénatoriales. Il meurt d'une crise cardiaque en 1993, alors qu'il est encore maire d'Ouilly-le-Vicomte. Après sa mort, une fondation à son nom est créée sous l'égide de la Fondation de France, dont le but est d'encourager la recherche dans le domaine des finances locales ou publiques. Elle attribue un prix biennal sous la forme d'une aide à la publication d'une thèse.

## Détail des fonctions et des mandats
Mandat parlementaire
- 26 avril 1959 - 23 septembre 1962 : Sénateur du Calvados

Maire d'Ouilly-le-Vicomte de 1947 au 31 octobre 1993